# جمعان الدوسری (بازیکن فوتبال، زاده ۱۹۹۳)
جمعان الدوسری (انگلیسی: Jamaan Al-Dossari؛ زادهٔ ۶ سپتامبر ۱۹۹۳) یک ورزشکار اهل عربستان سعودی است.
از باشگاه‌هایی که در آن بازی کرده‌است می‌توان به باشگاه فوتبال الشباب عربستان سعودی و باشگاه فوتبال نجران عربستان سعودی اشاره کرد.